# Carl Joseph Kreutzberg
Carl Joseph Kreutzberg (auch: Karl, ursprünglich Heinrich David Ascher) (* 12. Mai 1802 in Tachau; † 23. Oktober 1870 in Prag) war ein böhmischer Chemiker, Autor und Politiker.

## Familie
Kreutzberg war der Sohn des jüdischen Kaufmanns David Ascher und dessen Ehefrau Sara geborene Adler. Er war zunächst jüdischen Glaubens und konvertierte 1825 zur katholischen Konfession. Er heiratete 1834 in erster Ehe in Smichov b. Prag Klara Theresia, die evangelische Tochter des Kattundruckers Wilhelm Heinrich von Kurrer. 1836 heiratete er in zweiter Emma († 1838), die Tochter des Magistratsrats Christian Adolph Reichenbach in Augsburg und dessen Ehefrau Elise Schäfer. Zuletzt heiratete er 1840 in dritter Ehe in Dresden Adelheid (* 1807, evangelisch), die Tochter des preußischen Majors Adolph Heinrich Alexander Christian Karl von Lütke auf Schadendorf und dessen Ehefrau Anna Luise Brückmann.

## Leben
Von 1818 bis 1822 studierte er Philosophie, Philologie und Pädagogik an der Universität Erlangen. 1836 wurde er von der Universität München zum Dr. phil. h.c. ernannt.
Kreutzberg arbeitete von 1826 bis 1828 als Praktikant beim Kreisamt in Pilsen und von 1828 bis 1836 als Beamter beim Landesgubernium in Prag. Dort war er Referent für Gewerbe und Handel und 1831 Mitorganisator der böhmischen Gewerbeausstellung in Prag. Ab 1836 wirkte er als Chemiker für Druck- und Färbekunst in Prag und seit 1836 auch als freier Schriftsteller in Prag und Wirtschaftskorrespondent verschiedener Zeitungen und Zeitschriften u. a. der Hallischen Jahrbücher für deutsche Wissenschaft und Kunst von Arnold Ruge, der Augsburger Allgemeinen Zeitung, der Kölnischen Zeitung des „Zollvereinsblatts“ (Stuttgart) von F. List, der „Grenzboten“ (Leipzig) und der „Leipziger Allgemeinen Zeitung“. Er war auch Mitarbeiter des Brockhaus’ Conversations-Lexikons. Er machte mehrere Reisen durch das Kaisertum Österreich, Deutschland und Russland.
Von 1833 bis 1836 engagierte er sich im Verein zur Ermunterung des Gewerbsgeistes in Böhmen in Prag. Er war Mitgründer und Geschäftsführer und von 1834 bis 1836 Herausgeber der Verbandszeitschrift „Mittheilungen für Handel und Gewerbe“. Seit den 1830er Jahren wurde er mehrfach wegen seiner publizistischen Tätigkeit unter Polizeiaufsicht gestellt. Im Jahr 1842 besuchte er den Congres Scientifique de France in Straßburg. 1843 war er Verfasser einer Erklärung österreichischer Fabrikanten an die österreichische Regierung gegen einen Anschluss Österreich an den Deutschen Zollverein und gegen freihändlerische Grundsätze. Er war korrespondierendes bzw. Ehrenmitglied verschiedener gewerblicher und industrieller Vereine im In- und Ausland.
Vom 15. März 1849 (für Wilhelm Herzig) bis zum 30. April 1849 vertrat er den Wahlkreis Böhmen (Kreis Bunzlau, Gablonz) in der Frankfurter Nationalversammlung. Im Parlament blieb er fraktionslos und stimmte mit dem Linken Zentrum. Er gehörte zu den Abgeordneten, die gegen die Wahl Friedrich Wilhelms IV. zum Kaiser der Deutschen stimmten.